# 2007-es KDK-i szenátusi választások
A Kongói Demokratikus Köztársaság szenátusának megválasztása érdekében az országban 2007. január 19-én választásokat tartottak. A szavazásra eredetileg január 16-án került volna sor. A képviselőház tagjait közvetett választással, a megyei képviselőházak tagjain keresztül választották meg. A késlekedés oka az volt, hogy sok idő kellett, míg a vezetőket kiválasztották, hogy a megyei képviselőtestületek üres helyeit. helyeit.

## Eredmények
A szenátus összetétele a 2007. évi választásokat követően.
| Párt                                                                           | Szövetség | Vezetője                | Képviselői helyek száma |
| ------------------------------------------------------------------------------ | --------- | ----------------------- | ----------------------- |
| Újjáépítésért és Demokráciáért Néppárt (PPRD)                                  | AMP       | Joseph Kabila           | 22                      |
| Kongói Liberális Mozgalom (MLC)                                                | UpN       | Jean-Pierre Bemba       | 14                      |
| Erő a megújulásért                                                             |           |                         | 7                       |
| Kongói Demokráciáért Gyülekezet (RCD)                                          |           |                         | 7                       |
| Kereszténydemokrata Párt (PDC)                                                 | AMP       | José Endundo Bononge    | 6                       |
| Kereszténydemokrata Kongresszus (CDC)                                          |           |                         | 3                       |
| Szociális Megújulási Mozgalom (MSR)                                            | AMP       |                         | 3                       |
| Egyesült Lumumbista Párt (PALU)                                                | AMP       | Antoine Gizenga         | 2                       |
| Kongói Demokraták Szövetsége (ADECO)                                           |           |                         | 1                       |
| Egyesült Kongói Kongresszus (CCU)                                              | AMP       |                         | 1                       |
| Fejlődési Demokratikus Kongresszus (CDD)                                       |           |                         | 1                       |
| Kongói Demokraták Koalíciója (CODECO)                                          |           | Jean-Claude Muyambo     | 1                       |
| Köztársaságért és Demokráciáért Koalíció (CRD)                                 | UpN       |                         | 1                       |
| Szövetségi Kereszténydemokrácia-Kereszténydemokráciáért Koalíció (DCF-COFEDEC) | AMP       | Venant Tshipasa         | 1                       |
| Független Republikánusok Társadalmi Frontja (FSIR)                             |           |                         | 1                       |
| Liberális Kereszténydemokrata Unió (LDC)                                       |           | Raymond Tshibanda       | 1                       |
| Egységért Nemzeti Szövetségi Párt (PANU)                                       | AMP       | André-Philippe Futa     | 1                       |
| PDS                                                                            |           |                         | 1                       |
| Demokratikus Szociális Keresztény Párt (PDSC)                                  |           | André Bo-Boliko Lokonga | 1                       |
| Gazdasági és Szociális Fejlődésért (RADESO)                                    |           |                         | 1                       |
| Kongói Demokraták és Nacionalisták Gyülekezete (RCDN)                          | UpN       |                         | 1                       |
| Szociális és Központi Erők (RSF)                                               |           |                         | 1                       |
| Kongói Unió a Szabadságért (UCL)                                               |           |                         | 1                       |
| Mobutuista Demokraták Uniója (UDEMO)                                           | AMP       | Nzanga Mobutu           | 1                       |
| Kereszténydemokraták Nemzeti Uniója (UNADEC)                                   |           |                         | 1                       |
| Szövetségi Demokraták Nemzeti Uniója (UNADEF)                                  |           | Mwando Nsimba           | 1                       |
| Függetlenek                                                                    | N/A       | N/A                     | 26                      |
| Összesen                                                                       |           |                         | 108                     |

Bemba, aki a 2006. évi elnökválasztásokon a második helyet szerezte meg, most képviselői helyhez jutott.